# Dolichognatha kratochvili
Dolichognatha kratochvili är en spindelart som först beskrevs av Roger de Lessert 1938.  Dolichognatha kratochvili ingår i släktet Dolichognatha och familjen käkspindlar.
Artens utbredningsområde är Kongo. Inga underarter finns listade i Catalogue of Life.